# Liste bekannter Scholastiker
Diese Liste führt – ohne Anspruch auf Vollständigkeit – scholastische Magister auf, deren Werke auf ihre Zeitgenossen und teils auch auf die Nachwelt erheblichen Einfluss hatten.

## Keiner Schulrichtung eindeutig zugeordnete Magister
- Accursius
- Adam von Bocfeld
- Ägidius von Rom
- Albertus Magnus
- Baldus de Ubaldis
- Bartolus de Saxoferrato
- Berthold von Moosburg
- Blasius von Parma
- Campanus von Novara
- Dietrich von Freiberg
- Meister Eckhart
- Engelbert von Admont
- Gentile da Cingoli (Gentilis de Cingulo)
- Gerhard von Abbeville
- Gottfried von Fontaines
- Guido Terreni
- Heinrich Bate
- Heinrich von Gent
- Heinrich von Harclay
- Heinrich von Langenstein
- Heinrich Totting von Oyta
- Heymericus de Campo
- Hugo Ripelin von Straßburg
- Hugo von Saint-Cher
- Jakob von Metz
- Jakob von Viterbo
- Johannes Dumbleton
- Johannes von Glogau
- Johannes de Ripa
- Johannes de Sacrobosco
- Jordanus de Nemore
- Konrad von Megenberg
- Marsilius von Padua
- Martinus de Dacia
- Matthäus von Acquasparta
- Nikolaus von Oresme
- Paulus von Venedig
- Petrus von Abano
- Petrus de Alvernia
- Petrus Hispanus[1]
- Radulfus Brito
- Raimund von Peñafort
- Richard Swineshead
- Robert Holcot
- Robert Kilwardby
- Simon von Faversham
- Thomas Bradwardine
- Thomas von Erfurt
- Vinzenz von Beauvais
- Walter Burley
- Wilhelm von Alnwick
- Wilhelm von Auvergne
- Wilhelm von Auxerre
- Wilhelm Heytesbury
- Wilhelm von Sherwood
- Witelo

## Thomisten
- Ägidius von Lessines
- Bartholomäus (Ptolomäus) von Lucca
- Bernhard von Trilia
- Dominicus de Flandria
- Durandus von St. Pourçain
- Herveus Natalis
- Johannes Capreolus
- Johannes von Neapel
- Johannes von Paris (Jean Quidort)
- Johannes Versor
- Remigius von Florenz
- Richard Knapwell
- Thomas von Aquin
- Thomas von Sutton

## Averroisten
- Bartholomäus von Brügge
- Boetius von Dacien
- Ferrandus de Hispania
- Jacobus de Pistoia
- Jacobus de Placentia
- Johannes von Jandun
- Matthäus von Gubbio
- Siger von Brabant
- Thaddäus von Parma
- Theoderich von Erfurt
- Thomas Wilton

## Ältere und mittlere Franziskanerschule
- Alexander von Hales
- Eustachius von Arras
- Johannes Bonaventura
- Johannes Peckham
- Johannes de Rupella
- Petrus Johannis Olivi
- Petrus de Trabibus
- Richard von Mediavilla
- Richardus Rufus
- Robert Grosseteste
- Thomas von York
- Wilhelm de la Mare
- Wilhelm von Ware
- Matteo d’Acquasparta

## Scotisten (jüngere Franziskanerschule)
- Antonius Andreas (Andreä)
- Franciscus de Marchia
- Franciscus von Meyronnes
- Hugo de Novo Castro (15. Jahrhundert)
- Jacobus de Aesculo
- Johannes Duns Scotus
- Walter von Chatton

## Nominalisten/Konzeptualisten
- Petrus Abaelardus
- Adam Wodeham
- Albert von Rickmersdorf
- Gabriel Biel
- Johannes Buridanus
- Jean Gerson
- Marsilius von Inghen
- Nikolaus von Autrecourt
- Pierre d’Ailly
- Johannes Roscelin von Compiègne
- Wilhelm (Johannes) Crathorn
- Wilhelm von Ockham

## Anmerkung
1. ↑  Im 13. Jahrhundert gab es mehrere Autoren dieses Namens,  die früher fälschlich für eine einzige Person gehalten wurden,  welche man mit Papst Johannes XXI. identifizierte. Zur Unterscheidung siehe Angel d'Ors: Petrus Hispanus O.P., Auctor Summularum, in: Vivarium 35 (1997), S. 21–71, und Joke Spruyt (2001): Peter of Spain